# Marius Barbeau
Pour les articles homonymes, voir Barbeau.
Marius Barbeau (né à Sainte-Marie-de-Beauce le 5 mars 1883 et mort à Ottawa le 27 février 1969) est un anthropologue, ethnologue et folkloriste québécois. Il est considéré comme le fondateur de l'anthropologie canadienne et québécoise.
Marius Barbeau tient avant tout sa réputation de son travail extensif de recension des traditions orales du Canada français, mais également de l'énorme documentation consacrée aux Amérindiens de l'Est, de l'Ouest et des Prairies, notamment des peuples de langues tsimshianiques de Colombie-Britannique – les Tsimshians, les Nisga'as et les Gitksans. Barbeau avait une prédilection particulière pour les chansons, contes et légendes. Il est l'auteur de plus de 1 700 publications de vulgarisation scientifique des traditions orales et artistiques du Canada.

« Qu'il s'agisse de cultures amérindiennes, canadienne-française ou d'œuvres artistiques, Marius Barbeau a toujours agi en collectionneur invétéré en rassemblant, entre autres, 2 000 objets de musée, en recueillant 400 contes et 7 000 chansons du Canada français. Véritable homme universel, il était versé à la fois en ethnologie, en anthropologie, en folklore et en histoire de l'art. Auteur prolifique, il a publié plus de 1 000 titres, il a laissé 12 mètres linéaires de manuscrits et plus de 30 mètres linéaires de notes de recherche. »

## Biographie

### Jeunesse, formation et début de carrière
Aîné d'une famille de quatre enfants (suivi de Dalila (1884-1901), Richard (1888-) et Louis-Georges (1889-)), Charles Marius Barbeau est né le 5 mars 1883 à Sainte-Marie de Beauce. Sa mère, Virginie Morency (1858-1906), et son père, Charles Barbeau (1845-1919), sont cultivateurs et élèvent des chevaux. Dès son jeune âge, Marius Barbeau est initié aux contes, aux danses folkloriques, à la musique et au chant, grâce à ses parents.
Il fait ses études primaires à la maison (sa mère, ayant été religieuse, dirigeait l'instruction de ce fils précoce).
À l'âge de 11 à 13 ans, il étudie au collège commercial des Frères des Écoles chrétiennes, à Sainte-Marie de Beauce (où il apprend l'anglais et la sténographie-Duployé… qui lui seront très utiles). — C'est aussi là qu'il fait une rencontre qui finira par orienter son choix de carrière : il croise l’abbé Prosper Vincent (1842-1915), un prêtre catholique d'ascendance huronne, qui le laisse marqué par le spectacle des danses amérindiennes que l'abbé organise.
Puis Marius (de l'âge de 14 à 20 ans) fait son cours classique (latin, grec ancien, mathématiques, sciences, littérature...) au collège (alors aussi dit « petit séminaire ») de La Pocatière.
Après quoi, en vue de devenir notaire, il commence en 1903 des études de droit à l'Université Laval, qu'il termine en 1907 en obtenant le droit de pratiquer comme avocat.
Enfin, grâce à l'obtention d'une des premières bourses Cecil Rhodes (étant donné le désistement de son brillant confrère et ami, le jeune avocat Louis St-Laurent, futur premier ministre du Canada), Marius Barbeau part (à l'automne 1907) pour Oxford, en rêvant de s'y spécialiser en droit pénal puis de revenir dans sa Beauce natale pratiquer le droit. Mais, se passionnant pour l'être humain et sa culture, il décide sur place de s'inscrire, au Oriel College, en anthropologie. Sa passion pour cette discipline nouvelle est telle, qu'il traverse en France pendant les vacances, pour fréquenter l'École des hautes études à la Sorbonne ainsi que l'École d'anthropologie, à Paris. Il termine ses études à l'âge de 27 ans, en 1910, en déposant et soutenant avec succès sa thèse de doctorat (en anglais), intitulée : The Totemic System of the North Western Indian Tribes of North America (« Le système totémique des tribus indiennes du Nord-Ouest de l'Amérique du Nord »).
Dès 1911, Marius Barbeau est recruté par le Musée de la Commission de géologie du Canada (devenu en 1927 le Musée national du Canada, renommé aujourd'hui le Musée canadien de l'histoire), auquel il reste rattaché jusqu'à sa retraite (alors obligatoire à 65 ans) en 1948, mais demeure disponible en consultation et poursuit des travaux personnels le reste de sa vie, s'occupant à transcrire les textes et les mélodies qu'il avait recueillis durant ses expéditions (écriture au propre, du texte et de la musique, à partir des écritures sténographiques ou des enregistrements phonographiques) et à préparer ses publications,. Entre 1914 et 1918, période particulièrement prolifique, il recueille plus de deux-cent contes.
Marius Barbeau est le deuxième anthropologue professionnel à temps plein au Canada (après Edward Sapir). En premier lieu, il fait une étude des dialectes et de la phonétique des autochtones (des Hurons-Wendat, et plus tard jusqu'aux autres nations du Nord-Ouest du Canada) et il se fabrique un dictionnaire de leur langue. Équipé d'un phonographe Edison à cylindres de cire, il enregistre les contes et les chansons,.

### Mariage et famille
Le 16 septembre 1914, Marius Barbeau épouse, à Ottawa, une infirmière, Marie Ernestine Larocque (1888-1979). Le couple donne naissance à deux enfants : Dalila (1919-1994), qui épouse Arthur Donald Price (1918-2009) RCA, l'illustrateur des publications de Marius Barbeau, et Hélène (1921-2010), qui épouse l'ethnologue et sociologue Marcel Rioux (1919-1992),.

### Études du folklore et ethnologie au Québec

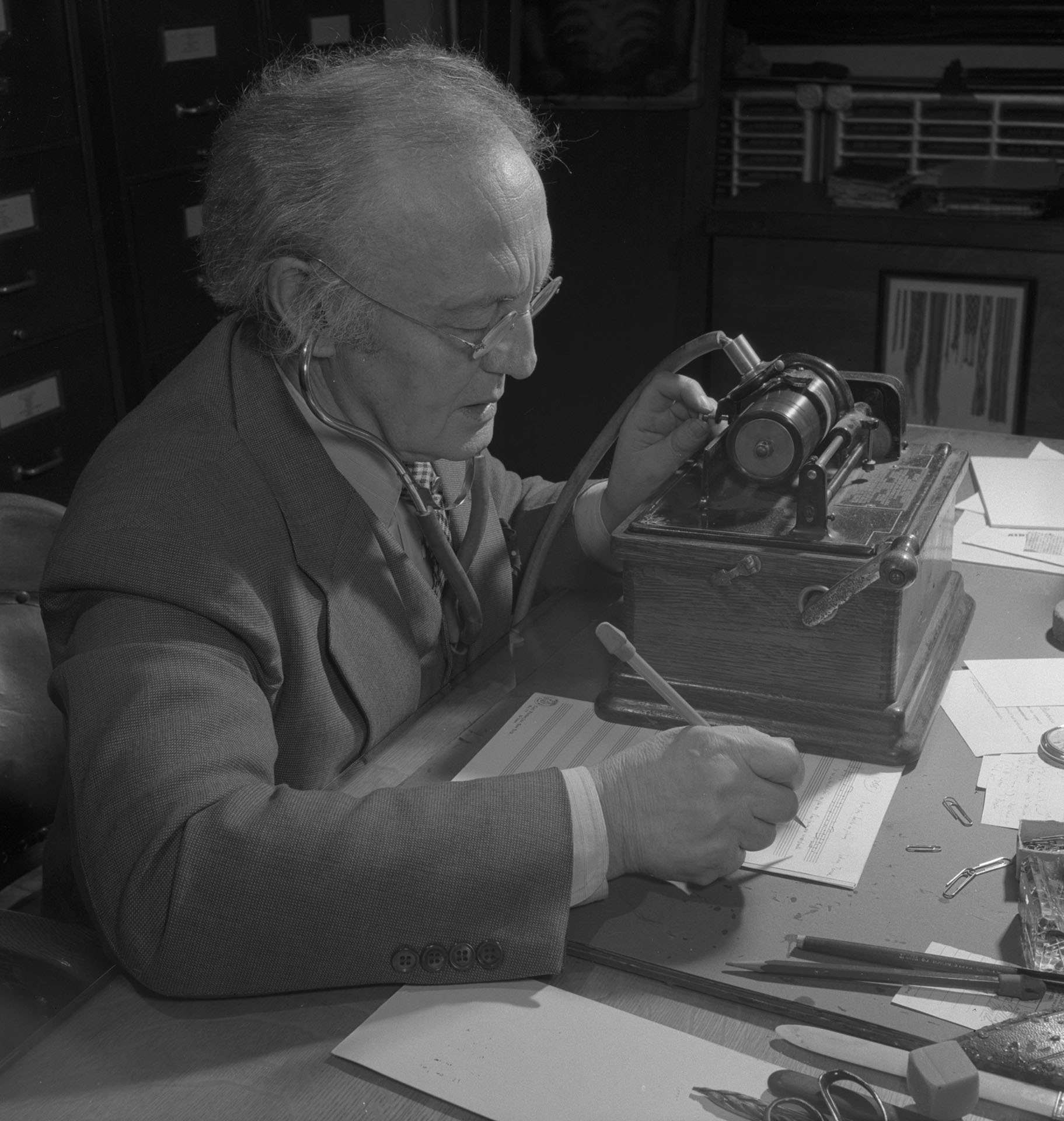
Marius Barbeau transcrivant la mélodie d'une chanson traditionnelle recueillie sur le terrain, enregistrée sur cylindre phonographique, 1949.

Barbeau étudie les Hurons-Wendat de la région de Québec. Il y collecte contes et chansons. En 1913, lors d'un congrès à Washington, l'anthropologue Franz Boas, le père de l'anthropologie scientifique, encourage Marius Barbeau à recueillir, avant qu'ils ne se perdent, des contes français et des chansons auprès des anciens, chez les Hurons et les Canadiens. Ce qu'il fait, mais d'abord en vérifiant l'influence de la culture canadienne-française sur celle des Hurons-Wendat, car certains contes hurons lui semblaient provenir de contes canadiens-français,. Les travaux de Barbeau à propos du folklore canadien-français sont très importants (tant dans leur ampleur que par la précision de la documentation). Ils ont marqué les Québécois du XXe siècle, notamment dans le camp nationaliste — toutefois, Barbeau fut surtout un des premiers promoteurs du multiculturalisme au Canada.

### Travail anthropologique en Colombie-Britannique
Dès 1914, Barbeau étudie les peuples autochtones tsimshians, nisga'as et gitksans en Colombie-Britannique. Cette année-là, en trois mois seulement, Barbeau et ses collègues documentent de manière extensive l'organisation sociale de ces peuples. Dans les années 1920, Barbeau retourne à plusieurs reprises dans la région. Il est souvent accompagné de William Beynon (en), un chef héréditaire tsimshian qui agissait comme son traducteur. Son travail de collecte d'informations provenant de l'histoire orale, des traditions de contes et des légendes, ainsi que de la linguistique, était principalement motivé par la volonté de déterminer les mouvements de migrations des nations amérindiennes. — Ses théories sur la migration sont, un siècle plus tard, considérées dépassées, améliorées notamment par les fouilles archéologiques depuis lors.
Par ailleurs, l'intérêt de Barbeau pour la conservation et la diffusion de l'art totémique de la région en fait un fervent défenseur de l'art autochtone canadien.
Le travail de Barbeau demeure néanmoins controversé. Il aurait possiblement mal représenté ses informateurs autochtones et aurait été à la recherche de ce qu'il qualifiait de « récits authentiques » sans implications politiques, notamment dans ses travaux auprès des Tsimshians et des Hurons-Wendats.

### Enseignement
À partir de 1942, Barbeau enseigne l'anthropologie à l'Université Laval (comme conférencier aux cours d'été) et à l'Université d'Ottawa,. En 1945, il est nommé professeur agrégé à la faculté des lettres de l'Université Laval. Il prend sa retraite de l'enseignement à 71 ans, en 1954.

### Collaborateurs
Marius Barbeau a collaboré de proche ou de loin avec la grande majorité de ses contemporains qui se sont intéressés au folklore canadien. Parmi ses principaux collaborateurs on note entre autres Édouard-Zotique Massicotte et Adélard Lambert ainsi que Luc Lacourcière et Carmen Roy.

## Archives

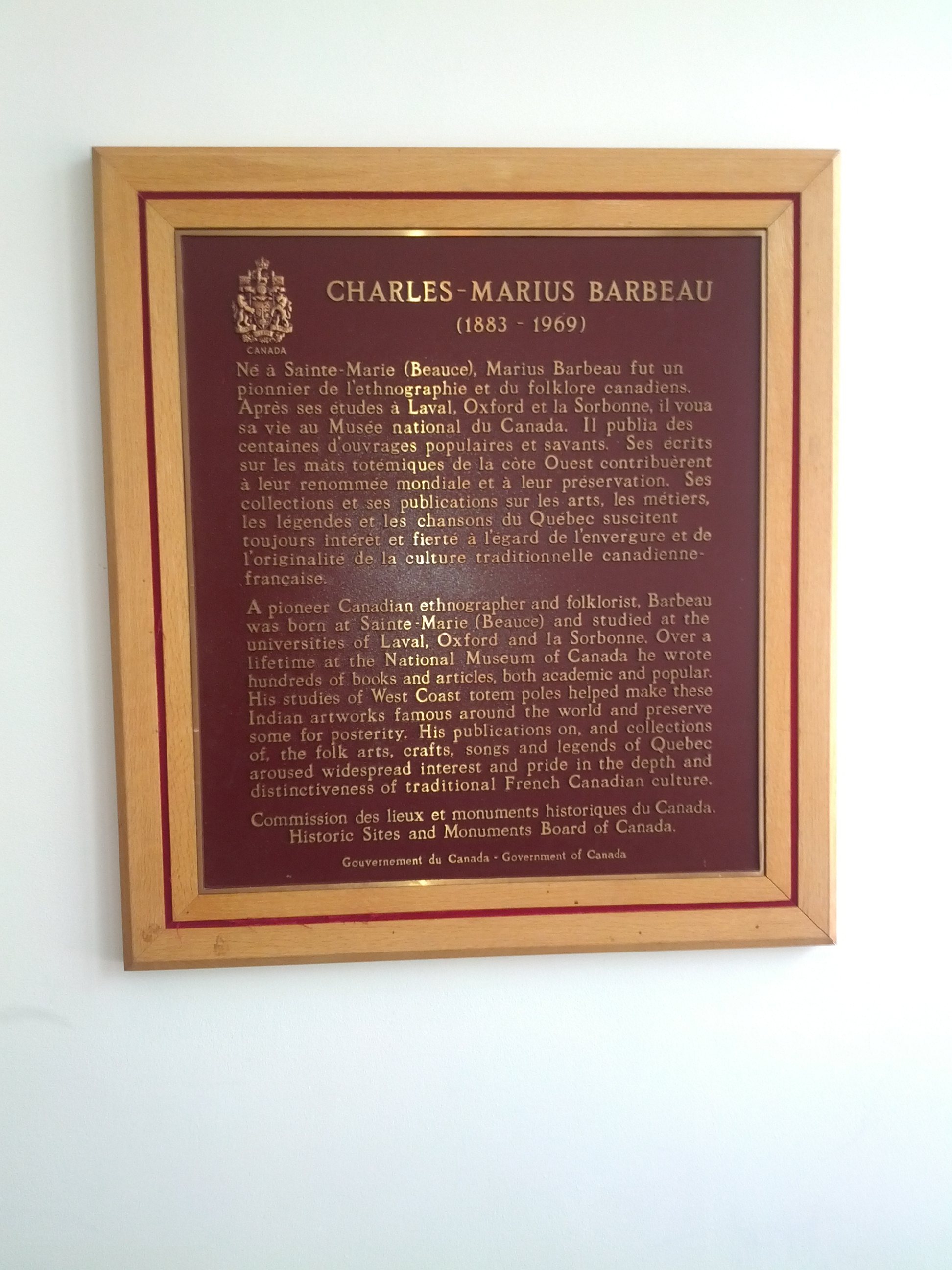
Plaque commémorant Marius Barbeau dans Gatineau.

La plupart de ses archives se trouvent dans le Fonds Charles-Marius-Barbeau, à la salle Marius-Barbeau du Centre canadien d'études sur la culture traditionnelle (CCÉCT), division du Musée canadien de l'histoire, à Gatineau (au Québec), où les nouvelles technologies sont appliquées à conserver ces documents.
Le fonds d'archives de Marius Barbeau est conservé au centre d'archives de Montréal de Bibliothèque et Archives nationales du Québec.
En 2005, le Musée a entrepris de rendre disponibles des copies des archives sonores de Barbeau.

## Citations
- « […] notre art moderne ne pourra se développer de façon originale si nos artistes, nos créateurs d'aujourd'hui ne connaissent pas leur folklore, leurs traditions. » — Charles Marius Barbeau[25]